# بن روبوستا

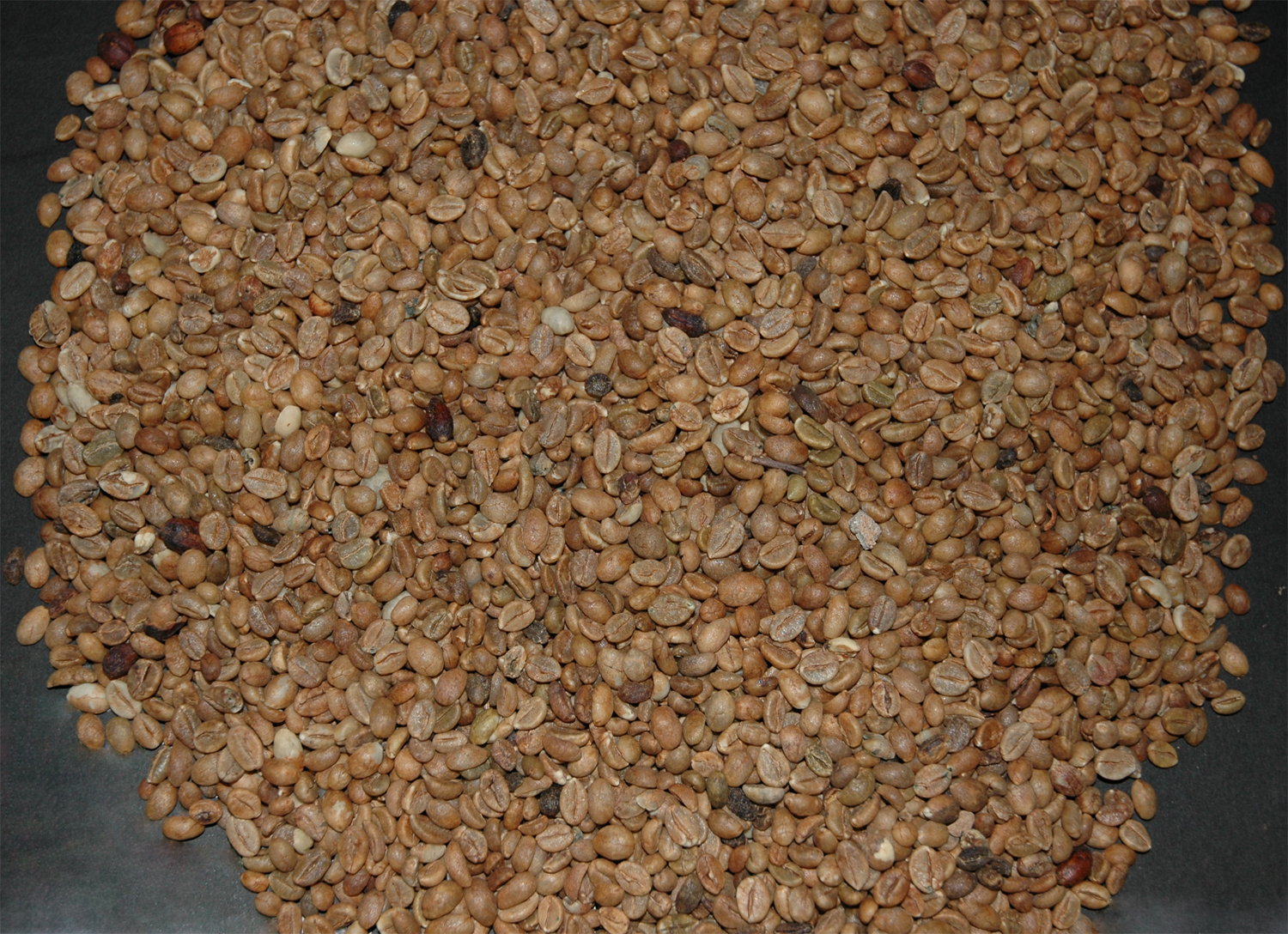
بن روبوستا غير مُحمص (حبوب خضراء)

بن روبوستا أو قهوة روبستا (بالإنجليزية: Robusta coffee)‏ هي قهوة  تُصنع من نبات البن القصبي، وهو نوعٌ قوي من بذور البن مُنخفضة الحموضة وذات المرارة العالية. يُستعمل البن القصبي في القهوة الفورية وقهوة الإسبريسو وكموادٍ مُستعملة في خلطات القهوة المطحونة.

## مقارنة
الفرق بين البن العربي والبن الروبوستا، من حيث الشكل، الروبوستا أكثر دائرية والعربي أكثر بيضاوية.